# Ordnance Survey of Jerusalem
L'Ordnance Survey of Jerusalem, en français : Service cartographique de l'État à Jérusalem, de 1864-1865, est la première cartographie scientifique de Jérusalem et le premier Ordnance Survey à avoir lieu en dehors du Royaume-Uni. Elle entreprise par Charles William Wilson, un officier de 28 ans du corps des Royal Engineers de l'armée britannique, sous l'autorité de Henry James (en), en tant que Superintendant de l'Ordnance Survey, et avec l'approbation de George Robinson, 1er marquis de Ripon en tant que Secrétaire d'État à la Guerre. L'équipe de six Royal Engineers commence son travail le 3 octobre 1864 et l'achève le 16 juin 1865 ; le rapport est publié le 29 mars 1866.
Au cours des recherches qui ont suivi, l'Ordnance Survey of Jerusalem a produit « la première carte parfaitement précise [de Jérusalem], même aux regard de la cartographie moderne » et a permis d'identifier l'arche de Wilson (en), mais n'a pas permis de trouver une nouvelle source d'eau.
Plus d'un siècle après l'enquête, Dan Bahat la décrit comme « un tournant dans l'exploration de Jérusalem et de son passé », et The Jerusalem Post a commenté que les efforts de Wilson « ont servi de base à toutes les recherches futures sur Jérusalem ».
La première réunion de l'Ordnance Survey of Jerusalem a lieu le 22 juin 1865, moins d'une semaine après l'achèvement de l'étude et Charles Wilson est nommé directeur en chef de l'exploration proposée du reste de la Palestine,.
En juillet 1866, Dean Stanley décrit l'Ordnance Survey comme une « sorte d'étape préhistorique de notre fonds d'exploration de la Palestine ».

## Histoire

Carte de l'Ordnance Survey of Jerusalem (Haram Ash Sharif).

L'enquête est déclenchée par une pétition de 1864 d'Arthur Penrhyn Stanley (le doyen de Westminster), représentant un comité qui comprend l'évêque de Londres, Archibald Campbell Tait et George Robinson, 1er marquis de Ripon et secrétaire d'État à la Guerre. Le doyen Stanley avait accompagné le prince de Galles (plus tard Édouard VII) lors de son voyage à Jérusalem, en 1862 ; sa demande portait sur l'amélioration de l'approvisionnement en eau de la ville.
Le coût de la mise à disposition des géomètres du Royal Engineers (Wilson et son équipe) est couvert par le Secrétariat d'État à la Guerre du gouvernement britannique.
L'introduction de l'enquête précise que le coût de l'enquête, de 500 ₤ est financé par la riche Angela Burdett-Coutts, 1re baronne Burdett-Coutts, dont la motivation première est de trouver une meilleure eau potable pour les habitants de la ville. Cependant, la question de l'« aide à l'eau » pour la ville est mise de côté par la suite ; selon les termes de Moscrop, « la question disparaît tout simplement » et aucune amélioration n'est apportée à l'approvisionnement en eau avant la fin du siècle.
Comme le précise Austen Henry Layard, lors de la première réunion publique du PEF, le 22 juin 1865, l'Ordnance Survey of Jerusalem avait été mené « sous les auspices du ministère de la Guerre et avec l'approbation du gouvernement ».

## Héritage

Plan du Haram As-Sharif (mont du Temple (11864-1865).

L'un des aspects les plus significatifs de l'enquête est qu'elle a été le premier travail d'investigation des caractéristiques souterraines du mont du Temple, appelé, dans l'enquête, Haram As-Sharif, telles que ses citernes, ses canaux et ses aqueducs.
L'archéologue Shimon Gibson a résumé l'héritage de l'Ordnance Survey de Jérusalem comme suit :

« Ce qui est clair, c'est qu'un changement majeur dans le caractère de l'exploration de la Jérusalem antique s'est produit au XIXe siècle, la fascination pour le passé de la ville, fantaisiste ou non, étant remplacée par une préoccupation scientifique pour les antiquités tangibles de la ville. L'Ordnance Survey, réalisé par Wilson, en 1864 et 1865, marque ce tournant. Le passé ancien de Jérusalem n'est plus l'objet d'un discours érudit de salon, s'appuyant sur la crédibilité et les antécédents d'un érudit donné, mais il est désormais l'objet d'une rigueur scientifique évidente, qui ne peut être fondée que sur des faits obtenus de manière empirique, que ce soit par la prise de mesures exactes, la photographie ou les fouilles dans le sol. »

Les noms des rues, des bâtiments et des points d'intérêt sont recueillis par Carl Sandreczki (en) de la Church Mission Society et deux assistants. La liste de Sandreczki, qui comprend les noms écrits en arabe, est une ressource inestimable car elle contient de nombreux éléments qui, autrement, auraient été perdus.

### Source de la traduction
- (en) Cet article est partiellement ou en totalité issu de l’article de Wikipédia en anglais intitulé « Ordnance Survey of Jerusalem » (voir la liste des auteurs).